# ان‌جی‌سی ۲۹۵
ان‌جی‌سی ۲۹۵ (انگلیسی: NGC 295) نام یک کهکشان مارپیچی است.